# Ion Iliescu
Pour les articles homonymes, voir Iliescu.
Ion Iliescu (prononcé : /ˈjon iliˈesku/), né le 3 mars 1930 à Oltenița (royaume de Roumanie) et mort le 5 août 2025 à Bucarest (Roumanie), est un homme d'État roumain, président de Roumanie de 1989 à 1996 puis de 2000 à 2004.
Sous le régime communiste, ingénieur de formation, il rejoint le Parti communiste roumain (PCR) et devient un influent membre de son comité central dans les années 1960. Par la suite, il est tenu en retrait par Nicolae Ceaușescu.
Il est la figure centrale de la révolution de 1989, considérée par beaucoup comme un coup d'État. Il succède à Ceaușescu en prenant la tête d'un Conseil du Front de salut national, puis remporte les élections démocratiques de 1990 avec son parti, le FSN. Après l'adoption d'une nouvelle Constitution, il est réélu à la présidence en 1992, avant d'être battu en 1996 par le chrétien-démocrate Emil Constantinescu.
Dirigeant du Parti de la démocratie sociale de Roumanie (PDSR), il retrouve la présidence du pays en 2000, l'ayant emporté face au candidat d'extrême droite Corneliu Vadim Tudor. Dans la dernière année de son troisième mandat, la Roumanie rejoint l'OTAN et prépare son adhésion à l'Union européenne. Il termine sa carrière politique au Sénat en 2008, restant ensuite président d'honneur du Parti social-démocrate (PSD).
Il est poursuivi à partir de 2015 pour « crimes contre l'humanité » durant les événements de 1989 et de 1990, par une justice roumaine critiquée pour sa lenteur. Mais son procès concernant les fusillades ayant fait des centaines morts lors de la révolution roumaine de 1989 et les conditions de l'exécution du couple Ceauşescu est régulièrement repoussé, alors qu'il est également mis en cause dans le cadre des minériades.
Mort à 95 ans sans jamais avoir été jugé, Ion Iliescu est une personnalité qui divise l'opinion publique. Alors que ses partisans le présentent comme le « petit père » de la Roumanie post-communiste, il fait l'objet de nombreuses critiques pour son action lors de la révolution puis de la transition du pays vers une économie de marché et la démocratie.

## Biographie

### Période communiste

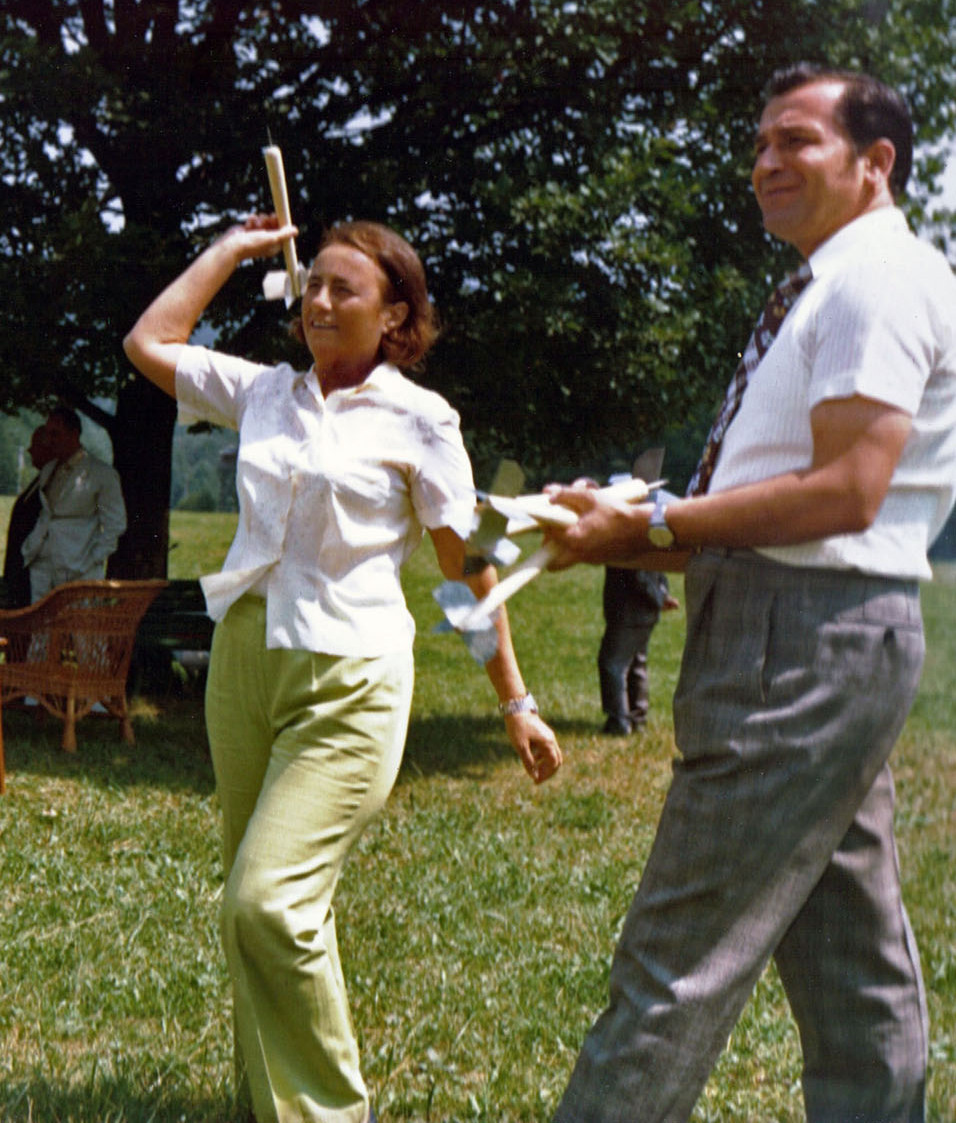
Ion Iliescu passant des fléchettes artisanales à Elena Ceaușescu en 1976, dans une résidence de repos du parti du județ de Iași.

Né le 3 mars 1930 d'une buandière et d'un cheminot dans un milieu communiste modeste à Oltenita, dans le sud de la Roumanie, Ion Iliescu a 15 ans lorsque le régime fasciste roumain est renversé et que l'Armée rouge soviétique entre dans le pays, où elle reste jusqu'en 1958. Buandière à l'hôpital Filantropia de Bucarest, Marița Iliescu (seconde épouse de son père Alexandru qui était cheminot) avait participé à la logistique des Brigades internationales pendant la guerre d'Espagne et avait ainsi connu le chef de la brigade roumaine, Valter Roman (père du futur Premier ministre Petre Roman). 
Durant son enfance Ion Iliescu est marqué par le procès et la condamnation à mort de son père Alexandru Iliescu, accusé d'avoir pris part à des actions de guérilla urbaine. Il grandit dans la pauvreté.
Elena Șerbănescu, fiancée et future épouse d'Ion Iliescu, rencontrée trois ans plus tard, était alors membre d'une courroie de transmission du PCR, l'Union des associations des écoliers de Roumanie, dont il devint peu après secrétaire du Comité national. Les deux fiancés purent ainsi obtenir en 1949 une bourse d'études de la toute nouvelle République populaire roumaine pour apprendre le russe et aller étudier la chimie et l'hydrophysique respectivement à l'Institut Mendeleïev et à la faculté d'hydroénergétique de Moscou. Ils en reviennent et se marient en 1951.
Iliescu est immédiatement accepté lorsqu'il adhère au Parti communiste roumain et en 1965, à 35 ans, il est déjà au Comité central comme chef de la section de l'Enseignement et de la Santé, véritable responsable des deux ministères respectifs. Il dirige ensuite le județ de Iași où il cumule les mandats de député de ce parti unique à la Grande assemblée nationale, de premier secrétaire du Comité exécutif du parti (soit l'équivalent d'un préfet français) et de président du Comité exécutif du « conseil populaire » (soit équivalent d'un président d'assemblée départementale en France). Il est membre du Comité central du PCR de 1969 à 1984.
Progressivement, il s'attire la méfiance de Nicolae Ceaușescu en critiquant ses choix (durcissement du régime depuis le 11e congrès du PCR, rigueur économique imposée à la population pour payer la dette extérieure contractée dans la décennie précédente en vue d'une industrialisation massive et adoption d'une forme de « national-communisme » appelée « protochronisme »). Ceaușescu écarte donc Iliescu des instances dirigeantes sous prétexte d'« incompétence face à la modernisation ». Dans les six dernières années du régime, Iliescu dirige une maison d'édition du parti et se trouve marginalisé. Il reste néanmoins un membre de la nomenklatura, conserve ses amis, et il semblerait qu'après la visite de Mikhaïl Gorbatchev à Bucarest en 1986, et face au refus de Ceaușescu d'assouplir sa politique, il ait commencé à constituer un réseau clandestin informel de « gorbatcheviens », formé par des cadres du Parti communiste mécontents et inquiets de la politique du régime.

### Révolution de 1989

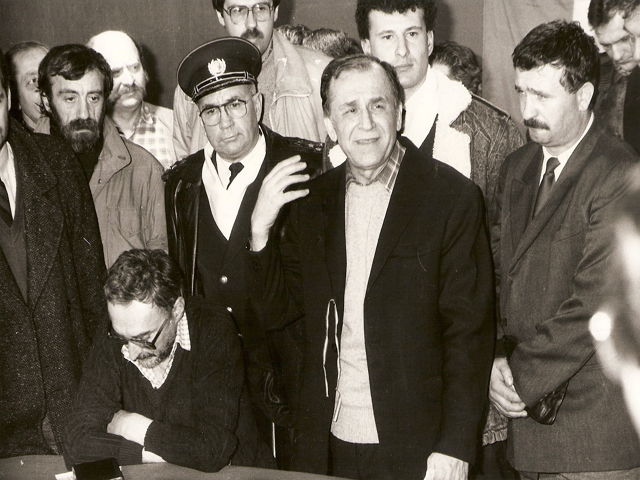
Ion Iliescu à la télévision roumaine le 24 décembre 1989.

En décembre 1989, alors que le peuple est dans la rue notamment à Timișoara et Bucarest, Iliescu est sur le devant de la scène, à la télévision, dès les toutes premières heures de la révolution, et la position de chef, qu'il partage avec Petre Roman, est reconnue rapidement par le petit cercle des meneurs du coup d'État qui renverse Nicolae Ceaușescu.
En tant que chef des autorités provisoires, il déclare à la télévision souhaiter pour la Roumanie un avenir de « socialisme scientifique » et de « démocratie originale », en restant dans la sphère d'influence de l'Union soviétique. Ses déclarations sont interprétées comme suggérant l'adoption de réformes du style glasnost et perestroïka à la manière de Gorbatchev, plutôt que le remplacement complet du système politique existant. Il souhaite publiquement une version de « socialisme humain » qui « préserve le pays des excès du capitalisme débridé ». Mais Gorbatchev est affaibli comme le montrera le putsch de Moscou, et la société roumaine, nomenklatura comprise, ne veut plus entendre parler du communisme et de ses contraintes. La nomenklatura abolit le Parti communiste, constitue le Front de salut national (en roumain : Frontul Salvării Naționale, FSN) qui forme un organe dirigeant la Roumanie dans les premières semaines qui suivent la libération, gère les immenses biens du PCR (fermes de production, lieux de loisirs, biens immobiliers...) et permet le retour des partis politiques roumains historiques (Parti national libéral et le Parti national paysan chrétien-démocrate) ainsi que la constitution d'autres partis (Parti écologiste roumain, Union démocrate magyare de Roumanie...). Ion Iliescu est élu président du FSN. Le Conseil du Front de salut national doit organiser les élections législatives libres du 20 mai 1990 et se dissoudre après celles-ci. Mais le Front de salut national est finalement transformé en parti et remporte ces élections, et le Conseil du FSN est renommé en Conseil provisoire d'unité nationale, alors qu'Ion Iliescu remporte l'élection présidentielle avec 85 % des voix, avec le slogan « L'un des nôtres, pour notre tranquillité » (en roumain : Unul dintre noi, pentru liniștea noastră) qui résume parfaitement les principaux thèmes de sa campagne : « pas de lustration » (réclamée par les autres partis), « personne ne sera inquiété pour ses faits et gestes sous la dictature », « on tourne la page », et « on tente notre propre formule de libéralisme, à l'abri des excès du capitalisme ».
Il reste de nombreux mystères concernant son rôle dans les évènements de décembre 1989, désignés dans les médias roumains sous les noms de « coup d'État », de « libération » et, le plus souvent, de « révolution » (officiel), qui, tous trois, expriment des facettes de la même réalité. Iliescu fera l'objet d'enquêtes sur ses responsabilités dans la mort de manifestants en 1989 (pour avoir déclaré à la télévision que « Nicolae Ceaușescu a des partisans armés qu'il faut combattre », afin de poser le FSN en défenseur de la révolution, ce qui mena de nombreux Roumains y compris militaires à se tirer dessus mutuellement, chacun pensant défendre la liberté) et en 1990 (pour avoir manipulé les syndicats des mineurs armés de battes, de pelles et de pioches, en leur faisant croire que « les intellectuels dissidents et les étudiants voulaient livrer le pays aux capitalistes étrangers et le dépecer au profit des nationalistes hongrois », et en les amenant par milliers à Bucarest pour tabasser ses opposants).

### Premier mandat de président

#### Contestation et minériades

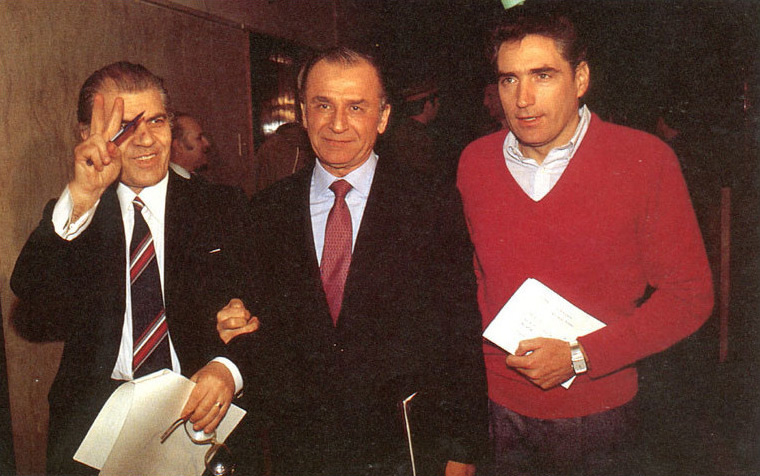
Ion Iliescu avec Dumitru Mazilu et Petre Roman, le 23 décembre 1989.

Membre fondateur du FSN, Iliescu fonde ensuite le FDSN (Front démocratique du salut national), renommé en PDSR (Parti de la démocratie sociale en Roumanie), puis en PSD (Parti social-démocrate). Progressivement, le Front perd son caractère d'union nationale ou de coalition, et devient vulnérable à la critique sur son usage de l'avantage que lui procurait le fait d'avoir été le principal bénéficiaire du changement de régime, en s'engageant pourtant dans des batailles politiques avec des moyens injustifiés par rapport à son statut et à sa représentativité réelle. Iliescu lui-même paraît être hostile à une société civile libre, et semble plus engagé dans une version revue du « centralisme démocratique » communiste.
Du 13 au 15 juin 1990, les étudiants manifestent contre le régime d'Iliescu à Bucarest. Le 14 au matin, des trains remplis de mineurs arrivent à Bucarest. Selon leurs dires, ils répondaient à l'appel de détresse lancé par Iliescu le 13, et venaient défendre le nouveau gouvernement contre les manifestants. Pendant deux jours, ils ratissent la ville et rossent les étudiants à coups de morceaux de bois. Selon Bîrladeanu, président du Sénat à ce moment-là, ces mineurs auraient été utilisés pour briser l'opposition, manipulés par une Securitate qui n'avait pas encore été démantelée. Ce sont les « minériades ». Une contre-manifestation organisée par le pouvoir fait descendre dans les rues plusieurs dizaines de milliers de travailleurs des principales usines de Bucarest. Selon le rapport officiel, il y a eu six morts, six femmes violées et 746 blessés, mais les manifestants disent qu'ils ont perdu plus de 100 confrères. Après 20 ans, les enquêtes n'ont trouvé que 4 coupables, tous parmi les mineurs.

#### Élection présidentielle de 1992
Malgré les fortes tensions sociales et les ambiguïtés du nouveau régime, malgré la forte opposition des partis dits « historiques » reconstitués, et malgré un déficit d'image à l'étranger aggravé par le conflit ethnique entre Roumains et Hongrois en Transylvanie, Ion Iliescu est élu démocratiquement à la présidence en 1992, au second tour de scrutin, avec 61 % des voix, face à Emil Constantinescu.	
Ion Iliescu ne réussit pas à stopper la scission de son parti, née de profonds désaccords avec son Premier ministre, Petre Roman, fondateur du Parti démocrate (PD). Le déclin économique et le blocage des réformes amplifient le mécontentement populaire.

#### Élection présidentielle de 1996
En 1996, il perd l'élection présidentielle face à Emil Constantinescu, candidat de la Convention démocratique roumaine (CDR), coalition de centre droit.

### Second mandat de président

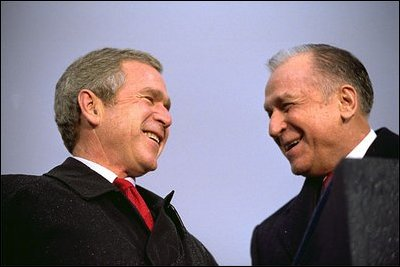
George W. Bush et Ion Iliescu.

Ion Iliescu profite de la déception engendrée par la dégradation de la situation économique du pays en vue de l'élection présidentielle de 2000. Le candidat de droite ne parvient pas à participer au second tour de scrutin et Ion Iliescu affronte le candidat nationaliste, fondateur du Parti de la Grande Roumanie, Corneliu Vadim Tudor, contre qui il l'emporte largement. Dans le même temps, le PSD remporte les élections législatives.
En 2004, Ion Iliescu ne peut plus, en raison des dispositions constitutionnelles interdisant à un président de faire plus de deux mandats, se présenter à l'élection présidentielle. Adrian Năstase, candidat du PSD, perd l'élection présidentielle de 2004 face à Traian Băsescu, candidat d'une coalition de centre droit.

### Retrait de la vie politique et mort

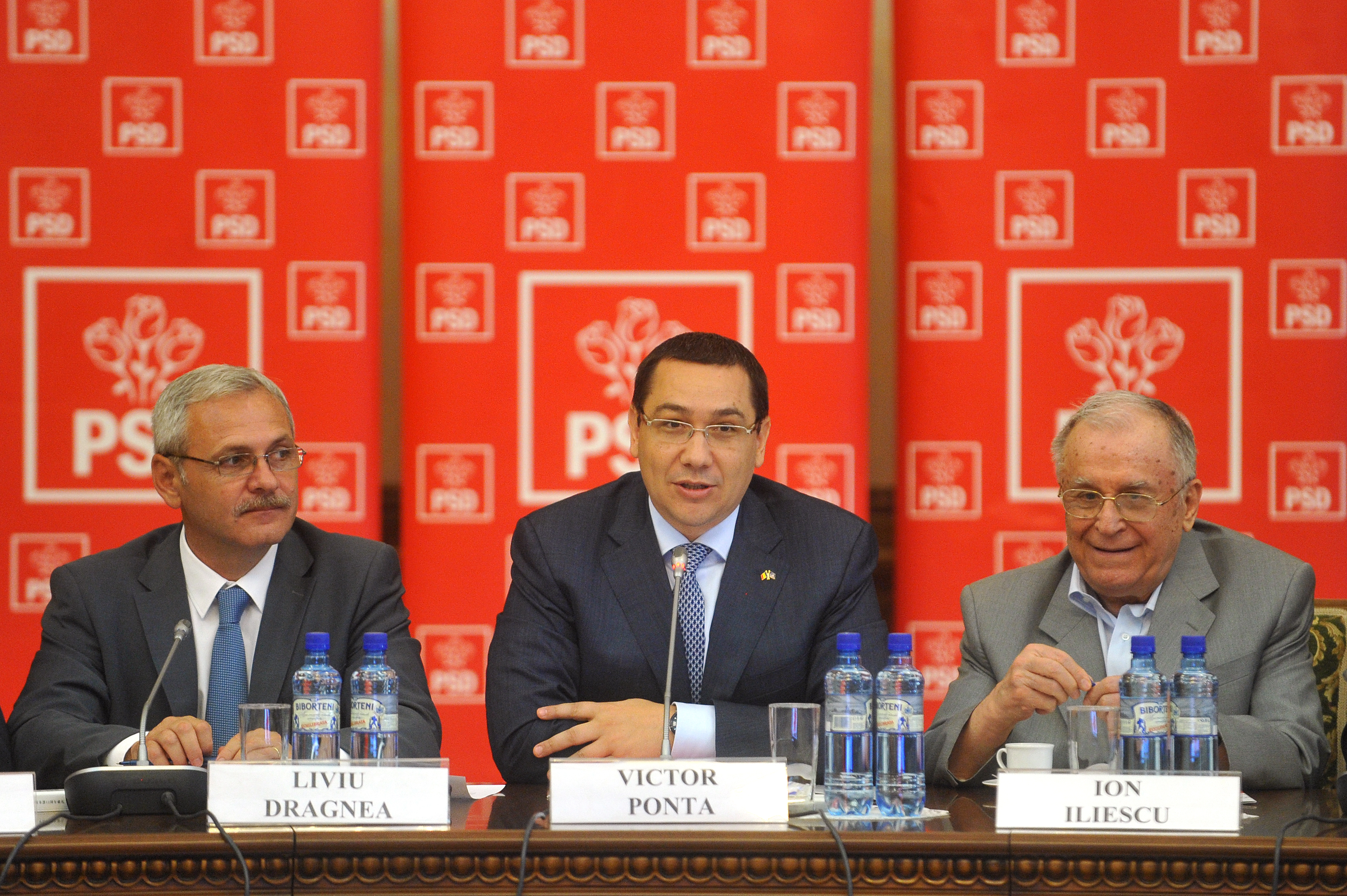
Ion Iliescu avec Liviu Dragnea et Victor Ponta en 2014.

Devant faire face à une opposition « réformiste » au sein du PSD, Ion Iliescu est largement battu par Mircea Geoană lors de l'élection à la présidence du parti d'avril 2005. Il devient président d'honneur du PSD en 2006 et reste sénateur jusqu'en 2008.
Il fait sa dernière apparition publique en 2017, lors d'une convocation par la justice.
En juin 2025, il est hospitalisé pour un cancer du poumon ; le mois suivant, son état est jugé « critique ». Le gouvernement annonce sa mort le 5 août 2025 et l'organisation d'obsèques nationales,.

## Poursuites judiciaires
En 2015, une enquête est ouverte à l'encontre d'Iliescu pour crimes contre l'humanité. De longue date, il était accusé d'avoir participé aux crimes du régime communiste, d'avoir participé à la décision d'exécuter le couple Ceaușescu selon une parodie de procédure que son régime réservait à ses opposants, d'avoir provoqué les fusillades de 1989 (près de 900 morts) et d'être à l'origine de la minériade de 1990. Cette décision fait suite à la condamnation de la Roumanie par la Cour européenne des droits de l'homme pour enquêtes « lacunaires et déficientes ».
Mais l'enquête est classée sans suite, avant d'être rouverte en 2016 sur décision de la Haute Cour de cassation et de justice, qui requalifie les poursuites,. L'ancien président est inculpé pour crimes contre l’humanité en décembre 2018, pour l'affaire des fusillades et pour celle de l'assassinat des Ceaușescu. Son procès s'ouvre en avril 2019, avant d'être renvoyé en raison de la pandémie de Covid-19 puis suspendu pour des vices de procédure,.
En parallèle, un deuxième procès se profile pour crimes contre l'humanité en raison de la « minériade ». En 2020, trois ans après le lancement de la procédure, la Haute Cour de cassation et de justice décide que l'ensemble de la procédure doit être à nouveau menée. En janvier 2025, six mois avant sa mort, les enquêteurs du parquet général interrogent Ion Iliescu à son domicile.
Finalement, Ion Iliescu meurt sans avoir été jugé. Longtemps dénoncée, la justice roumaine est une nouvelle fois critiquée en raison de sa lenteur et de ses tergiversations durant 35 ans. Le pays a d'ailleurs été condamné par les instances judiciaires européennes en 2011 et 2016 en raison des dossiers dans lesquels Iliescu était poursuivi.

## Postérité
Ses partisans le présentent comme le « petit père » de la Roumanie post-communiste et comme une figure intègre,. Il lui est reproché d'avoir détourné la révolution, favorisé la persistance d'un système clientéliste et son rôle dans la répression et la difficile transition de la Roumanie du communisme vers la démocratie et l’économie de marché,.